# Real Live Roadrunning
Real Live Roadrunning es un álbum en directo del músico británico Mark Knopfler y la cantante estadounidense Emmylou Harris, publicado por la compañía discográfica Mercury Records en noviembre de 2006. El álbum fue grabado en el Gibson Amphitheatre de Los Ángeles el 28 de junio de 2006, al final de la gira veraniega en promoción del álbum de estudio All the Roadrunning. Real Live Roadrunning fue publicado como CD y DVD.

## Recepción
En su reseña para Allmusic, James Christohper Monger otorgó al álbum tres de un total de cinco estrellas, y escribió que "es tan impecable como se esperaba, pero no hy mucho para separar las melodías de sus hermanas de estudio". Monger concluyó diciendo que "el DVD que lo acompaña es un mejor ejemplo de la dinámica tranquila de la pareja, permitiendo tanto al dúo como a su talentosa banda un espectro más amplio en el que emitir sus irónicos cuentos de amor, pérdida y vida". En su crítica para The Music Box, John Metzger otorgó también tres estrellas de un total de cinco al álbum, y comentó que, aunque las interpretaciones son "impecables", el conjunto era un "asunto defectuoso".
Metzger cree que las canciones y los arreglos son muy similares a las versiones de estudio presentes en All the Roadrunning y que las diferencias entre ambas son en su mayoría sutiles. Además, comentó que los verdaderos momentos de Real Live Roadrunning son las versiones renovadas de canciones extraídas de los trabajos por separado de Knopfler y Harris, como "Romeo and Juliet" "Speedway at Nazareth" y "Red Dirt Girl". Metzger concluyó diciendo: "Es comprensible que, en la transformación de su trabajo para el escenario, Knopfler y Harris se vieran forzados a cambiar la sutileza por celo, pero a medida que el video que acompaña al álbum deja claro, siguen teniendo éxito a la hora de retener la encantadora intimidad que convirtió a All the Roadrunning en una colección de primera posición".

## Lista de canciones
Todas las canciones escritas y compuestas por Mark Knopfler excepto donde se anota. 
| CD  |                         |                             |          |  |
| N.º | Título                  | Escritor(es)                | Duración |  |
| 1.  | «Right Now»             |                             | 4:52     |  |
| 2.  | «Red Staggerwing»       |                             | 4:53     |  |
| 3.  | «Red Dirt Girl»         | Emmylou Harris              | 4:31     |  |
| 4.  | «Done with Bonaparte»   |                             | 5:16     |  |
| 5.  | «Romeo and Juliet»      |                             | 9:13     |  |
| 6.  | «All That Matters»      |                             | 3:20     |  |
| 7.  | «This Is Us»            |                             | 5:18     |  |
| 8.  | «All the Roadrunning»   |                             | 5:20     |  |
| 9.  | «Boulder to Birmingham» | Bill Danoff, Emmylou Harris | 3:39     |  |
| 10. | «Speedway at Nazareth»  |                             | 6:59     |  |
| 11. | «So Far Away»           |                             | 4:43     |  |
| 12. | «Our Shangri-La»        |                             | 7:56     |  |
| 13. | «If This Is Goodbye»    |                             | 4:53     |  |
| 14. | «Why Worry»             |                             | 4:09     |  |

| DVD |                         |                             |          |  |
| N.º | Título                  | Escritor(es)                | Duración |  |
| 1.  | «Right Now»             |                             |          |  |
| 2.  | «Red Staggerwing»       |                             |          |  |
| 3.  | «Red Dirt Girl»         | Emmylou Harris              |          |  |
| 4.  | «I Dug Up a Diamond»    |                             |          |  |
| 5.  | «Born to Run»           | Paul Kennerley              |          |  |
| 6.  | «Done with Bonaparte»   |                             |          |  |
| 7.  | «Romeo and Juliet»      |                             |          |  |
| 8.  | «Song for Sonny Liston» |                             |          |  |
| 9.  | «Belle Starr»           | Emmylou Harris              |          |  |
| 10. | «This Is Us»            |                             |          |  |
| 11. | «All the Roadrunning»   |                             |          |  |
| 12. | «Boulder to Birmingham» | Bill Danoff, Emmylou Harris |          |  |
| 13. | «Speedway at Nazareth»  |                             |          |  |
| 14. | «So Far Away»           |                             |          |  |
| 15. | «Our Shangri-La»        |                             |          |  |
| 16. | «If This Is Goodbye»    |                             |          |  |
| 17. | «Why Worry»             |                             |          |  |

## Personal
| Músicos - Mark Knopfler: voz y guitarra - Emmylou Harris: voz y guitarra - Guy Fletcher: teclados - Richard Bennett: guitarra - Danny Cummings: batería - Stuart Duncan: violín y mandolina - Matt Rollings: teclados - Glenn Worf: bajo | Equipo técnico - Guy Fletcher: productor, ingeniero de sonido y mezclas - Richard Cooper: ingeniero asistente - Graham Meek: ingeniero asistente - Bob Ludwig: masterización - Danny Clinch: fotografía - Stephan Walker: dirección artística - Mark Holly: diseño |